# Ortojoaquinite-(Ce)
La ortojoaquinite-(Ce) è un minerale appartenente al gruppo della joaquinite.